# Rulleskøjter
En rulleskøjte er i sin grundform en støvle med hjul under, hvor man søger at efterligne oplevelsen af at køre på skøjter uden is.
Skøjter findes i mange udgaver, men de to primære er fire-hjulede og inline.

## Side by side
Er skøjter hvor hjulene er anbragt parvist på to aksler. Disse er lidt nemmere at løbe på for børn. Firehjulede kaldes hyppigst for side-by-side skøjter i Danmark og for quads i udlandet.

## Inliner
Er skøjter hvor hjulene er anbragt på en linje midt under støvlen, og disse giver en større lighed med is-skøjter.

## Teknikken bag rulleskøjteløb
Teknikken bag rulleskøjteløb ligger i at man næsten skal "glide" frem over banen. Ude på banen kan man glide sin højre fod diagonalt op mod højre side hvor efter man glider sin venstrefod diagonalt mod venstre op. Man kan med fordel svinge sin krop fra side til side imens.